# Mallada noumeanus
Mallada noumeanus är en insektsart som först beskrevs av Navás 1910.  Mallada noumeanus ingår i släktet Mallada och familjen guldögonsländor. Inga underarter finns listade i Catalogue of Life.